# Villa Medicea di Artimino

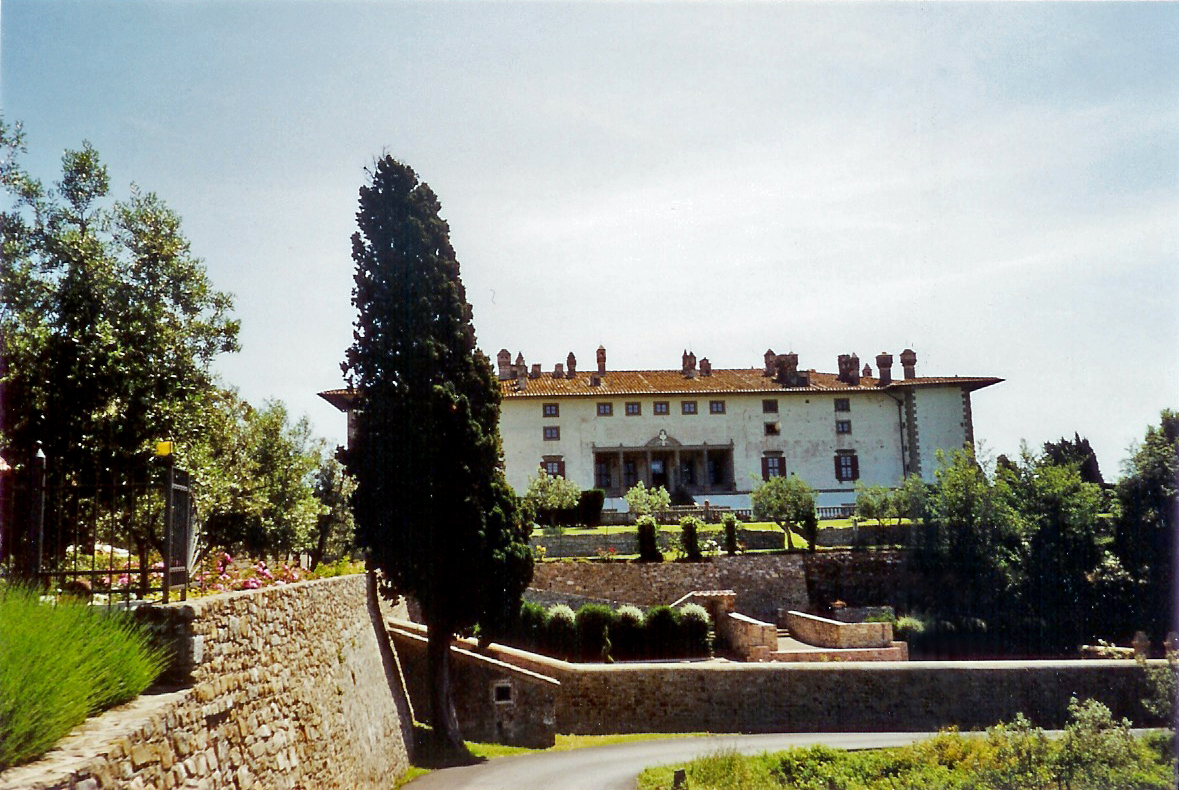
Vue générale

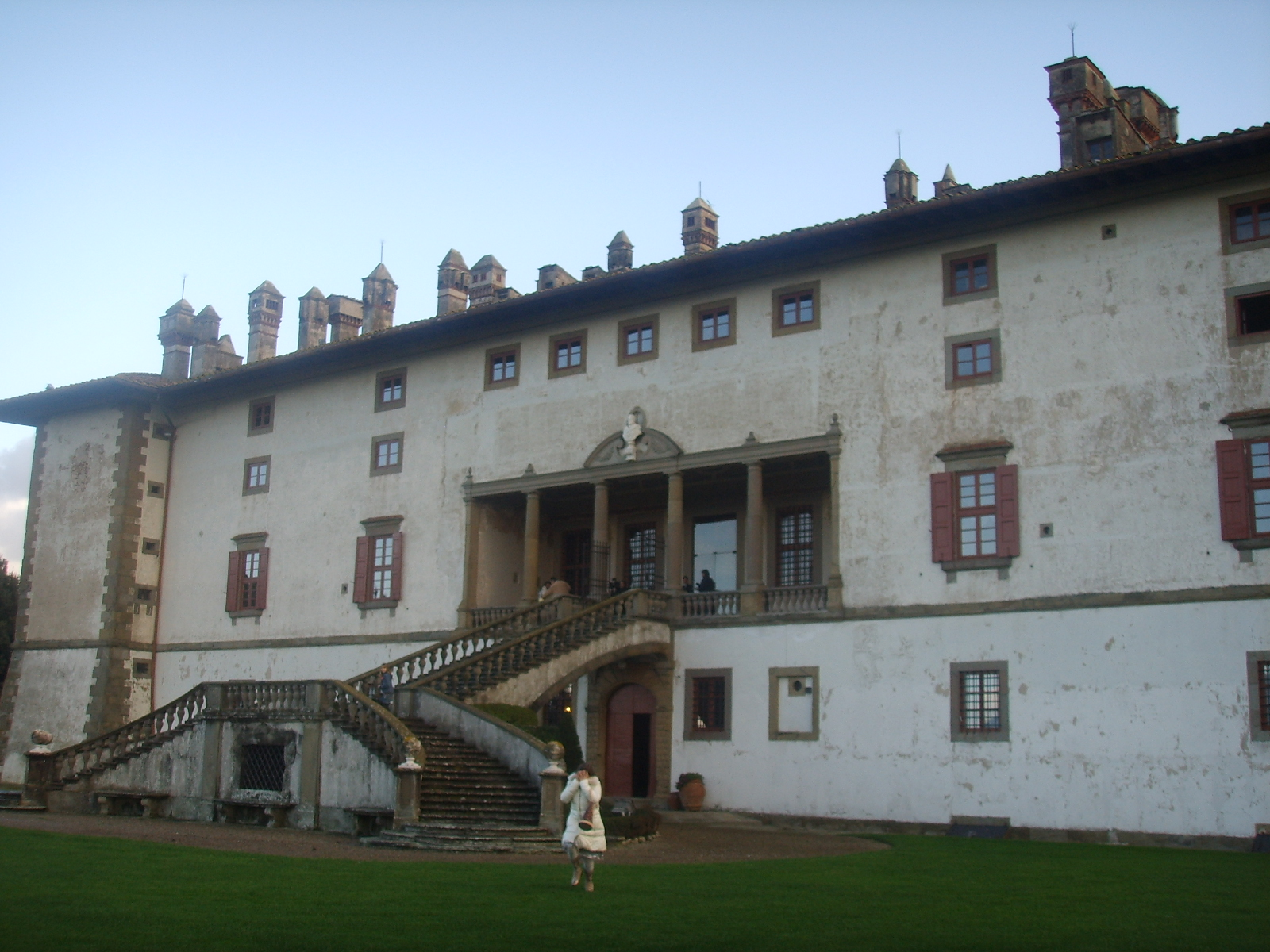
Façade principale

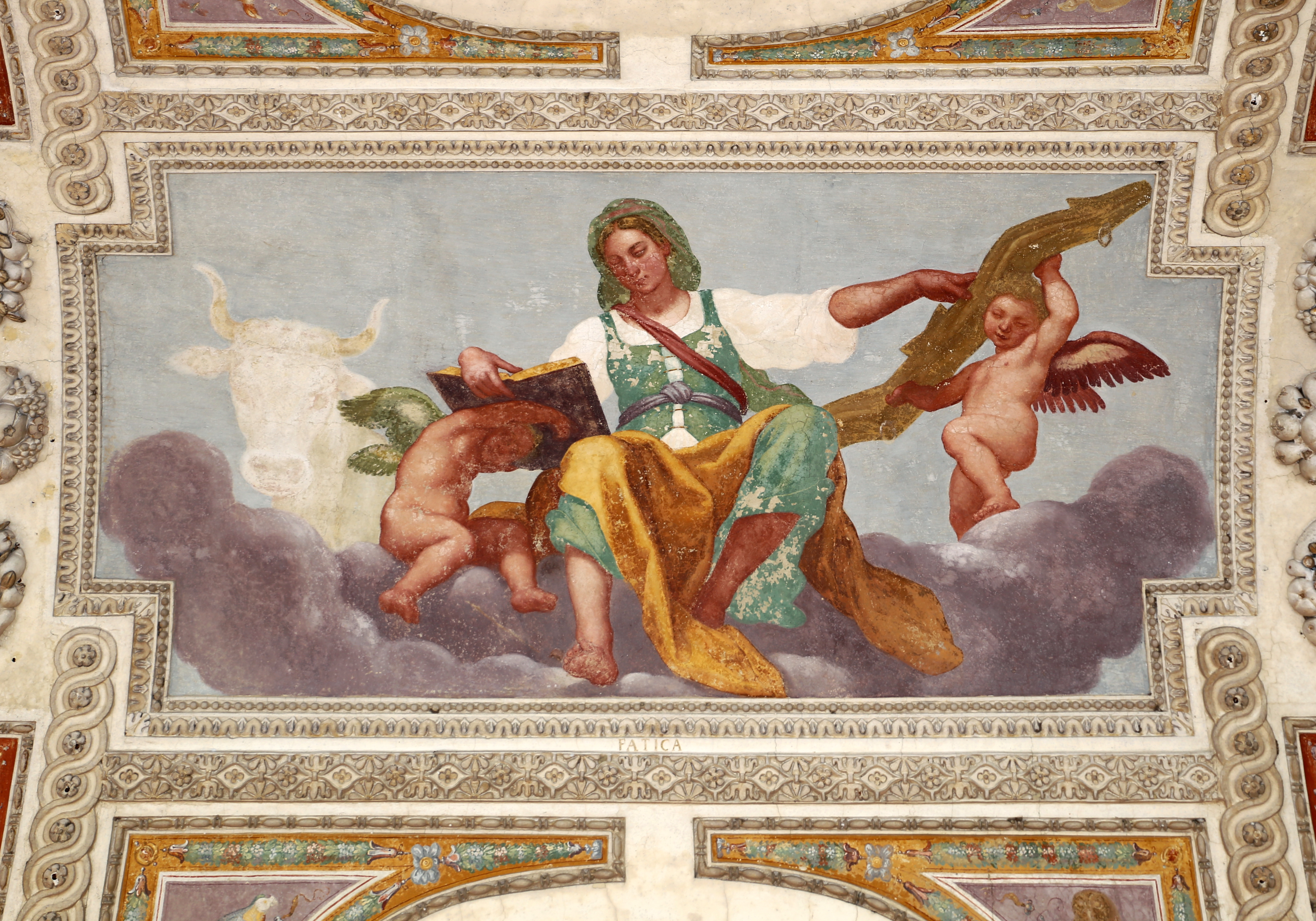
Fresques de la loggia du Passignano

La Villa Medicea di Artimino, appelée aussi la Ferdinanda ou la Villa dai cento camini (« la villa des cent cheminées »), est une villa médicéenne qui se situe dans le paysage d'Artimino, frazione médiévale de la commune de Carmignano en province de Prato. Elle héberge aujourd'hui le Museo Archeologico di Artimino, un centre de congrès et un accueil hôtelier.

## Histoire
Elle a été construite pour le grand-duc Ferdinand Ier de Médicis qui avait repéré les lieux au cours d'une battue de chasse sur le Monte Albano, avec son architecte, alors âgé, Bernardo Buontalenti.
La villa fut construite en  quatre années, de 1596 à 1600, et est le chef-d'œuvre de la maturité du célèbre architecte qui, âgé, dirigea les travaux depuis sa maison de la via Maggio à Florence, guidant sur place, ses collaborateurs Santi Maiani  et Gherardo Mechini.
Elle représente une somme stylistique des autres villas médicéennes et complète la circulation tout au long des saisons de l'année par les Médicis dans leurs possessions  régionales. Commandité par le Grand-Duc Ferdinand, le peintre flamand  Giusto Utens peignit la série de 17 médaillons en demi-lune des villas médicéennes (dont seulement 14 sont conservées aujourd'hui au Museo di Firenze com'era) et celui de cette villa a été perdu pendant leur dispersion.
Cette villa, favorite de Frédéric pour ses séjours d'été, comporte un piano nobile décoré de fresques par Domenico Passignano et Bernardino Poccetti avec des scènes mythologiques et allusives aux vertus du Grand-Duc. Celles du salon central, des appartements granducaux, de la chapelle et de la loggia sont encore visibles.
La  Guardaroba, décorée des portraits de Pietro Aretino du Titien et du Bacchus du Caravage, se trouve aujourd'hui conservée aux Offices.
En 1782, la villa fut vendue par le grand-duc  Pierre-Léopold  de Lorraine au marquis  Lorenzo Bartolomei, puis par héritage au comte Passerini (1848), qui l'a vendue ensuite en  1911 à la famille Maraini.
Vers 1930, quelques modifications à l'architecture de la villa ont été effectuées, en reconstruisant de nouveaux scalone et en restructurant les jardins.
À l'automne 1944 la villa fut gravement endommagée par l'artillerie militaire, et elle fut restaurée dès le printemps de 1945.
En 1972 le compositeur américain Charlemagne Palestine y réalise la seconde partie de Body Music. Performance qui met en dialogue le son, l'espace et le corps.
D'autres propriétaires se succédèrent depuis et, en 1979, la famille Riva effectua une vente aux enchères qui dispersa les décorations et les peintures de la villa.
Aujourd'hui elle est transformée en centre de congrès et accueil hôtelier, et les souterrains accueillent le Musée Archéologique Communal d'Artimino.

## Sources
- (it) Cet article est partiellement ou en totalité issu de l’article de Wikipédia en italien intitulé « Villa medicea di Artimino » (voir la liste des auteurs).